# Tawfiq Saleh
Pour les articles homonymes, voir Saleh.
Tawfiq Saleh (né le 27 octobre 1926 à Alexandrie, mort le 18 août 2013 au Caire) est un réalisateur égyptien.

## Biographie
Tawfiq Saleh développe une œuvre de cinéma politique très profonde dans le monde arabe. Que ce soit par son adaptation osée d'une œuvre littéraire capitale (Journal d'un Substitut de Campagne de Tawfiq al-Hakim) ou ses scénarios originaux, ce réalisateur a eu constamment affaire à la censure de son pays. Tawfiq Saleh s'est exilé en Irak pour un temps.

## Filmographie
- 1955 : La Ruelle des fous (ar) (Darb al-Mahâbil)
- 1962 : Combat héroïque (ar) (Sirâa al-Abtâl)
- 1967 : Le Passage de Maître Bulti (Zuqâq al-sayyid al-Bulti)
- 1968 : Les Révoltés (ar) (Al-Mutamarridûn)
- 1968 : Journal d'un substitut de campagne (Yawmiyyât Nâ'ib fil-Ariâf)
- 1969 : El Sayed al bolti
- 1972 : Les Dupes (al-Makhdu'ûn)
- 1980 : Les Longues Journées
- 1990 : Alexandrie encore et toujours